# Робеспьер, Огюстен
Огюсте́н Бон Жозе́ф де Робеспье́р (фр. Augustin Bon Joseph de Robespierre), известный как Робеспьер-младший (фр. Robespierre le Jeune; 21 января 1763, Аррас — 28 июля 1794, Париж) — деятель Великой французской революции, брат Максимилиана Робеспьера.

## Биография
Во время революции был выбран президентом общества друзей конституции Арраса; в 1791 году назначен администратором департамента Па-де-Кале; в 1792 году выбран депутатом от Парижа в Национальный конвент. В октябре того же года Робеспьер защищал Марата против жирондистов; вместе с братом голосовал за казнь короля, который был казнён в день 30-летия Огюстена.
В августе 1793 года он был командирован для усмирения жирондистского мятежа на юге Франции. Вся его роль сводилась к покорному исполнению поручений брата, который и увлёк его в своём падении. После ареста брата Огюстен потребовал разделить его судьбу. 28 июля 1794 года (10 термидора II-го года) он был казнён.
Огюстен активно покровительствовал молодому офицеру Наполеону Бонапарту со времени Тулонской осады. Он отмечал «исключительные интеллектуальные способности» корсиканца, отстаивал перед военным комитетом Конвента план итальянской кампании, разработанный Бонапартом в 1794-м году и успешно осуществлённый будущим императором Франции в 1796-97 годах.

## Образ в культуре
Огюстен Робеспьер стал персонажем романа Хилари Мэнтел «Сердце бури» (1992). Он появляется в фильме «Наполеон: путь к вершине» (Франция, Италия, 1955), где его играет Жак Саблон.